# Heinrich Müller (football, 1888)
Pour les articles homonymes, voir Müller et Heinrich Müller (homonymie).
Ne doit pas être confondu avec Heinrich Müller (1889–1956), président honoraire du FC Winterthour.
Heinrich Müller, né Henri Müller le 10 juin 1888 à Marseille, et mort le 11 mai 1957 à Montreux, est un footballeur puis entraîneur suisse. Il évolue au poste d'arrière de 1904 à 1917.
Avec le FC Winterthour, il remporte trois titres de champion de Suisse (1906, 1908 et 1917). Il compte onze sélections pour un but marqué en équipe de Suisse, détenant brièvement le record national de sélections en 1911.
Müller est le sélectionneur de l'équipe de Suisse lors de la Coupe du monde 1934.
Après-guerre, il occupe un poste de direction dans l'industrie de la chaussure puis un poste de direction dans l'usine de carton Model & Co. à Weinfelden.